# Дарије од Понта
Дарије од Понта или Дарије Понтски је владар Понтског краљевства у периоду од 39-37. п. н. е.
Дарије је био син понтијског краља Фарнака II и жене Сармате. Имао је сестру Динамију и брата Аршака. Његов деда је био чувени понтијски краљ Митридат VI Еупатор.
Према Страбону, Дарије и Аршак су учествовали у гушењу побуне извесног Аршака, где су га опседали босфорски краљ Полемон I и Ликомед Комански. Након заузимања тврђаве, побуњеник је ухваћен и погубљен. Дарија је 39. п. н. е. римски тријумвир Марко Антоније именовао за краља Понта. Његова владавина је била кратког века. Дарије је умро 37. п. н. е. Његов брат Аршак, који је постао његов наследник, владао је до краја године и такође је умро. Тада је Марко Антоније именовао Полемона I за краља Понта.